# Mike Gore
Pour les articles homonymes, voir Gore.
Mike Gore, né le 6 juillet 1878 et mort le 16 août 1953, est un propriétaire de salles de cinéma qui a son étoile sur le Hollywood Walk of Fame pour sa contribution à l'industrie du cinéma. Son étoile est située au 6315 Hollywood Blvd.
Gore a émigré aux Etats-Unis en provenance de l'Empire Russe étant enfant, tout d'abord à Chicago où il était dans l'industrie du cigare. Il se rend à Los Angeles en 1906, au moment des débuts du cinéma. Il est le cofondateur avec Sol Lesser d'une chaine de cinémas dans les années 1920, West Coast Theatres.

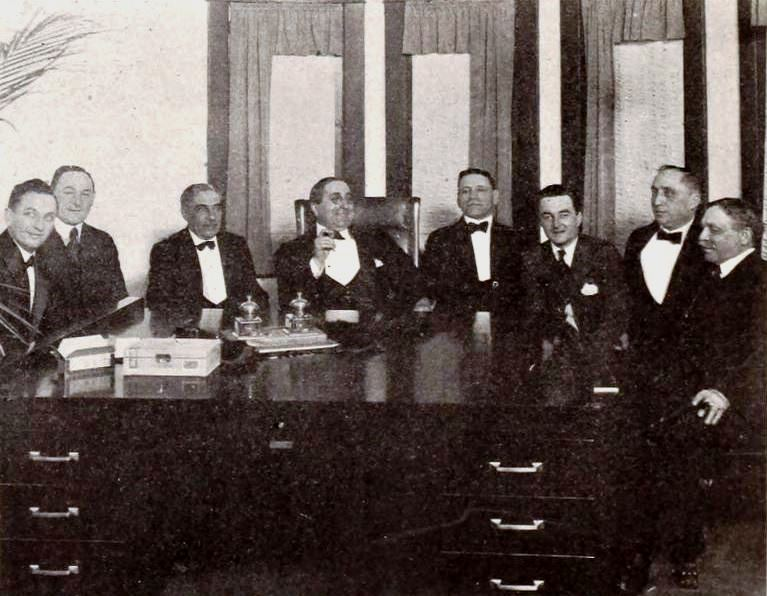
Réalisateurs, propriétaires de salles, producteurs et acteurs, de gauche à droite: Sol Lesser, Mike Gore, Oscar Grosberg, Louis B. Mayer, Adolph Linick, Rudolph Cameron, M. L. Finkelstein, et le "Colonel" William Nicholas Selig en avril 1920.